# アスカコーポレーション (翻訳サービス業)
株式会社アスカコーポレーション（英: ASCA Corporation）は、企業向けに医薬翻訳の産業翻訳サービスを行う企業。
学術誌「サイエンス」の日本代理店も務めている。本社は大阪府大阪市中央区。支店が東京都港区に所在。

## 事業内容

### 翻訳分野
主に製薬企業やCRO向けにライフサイエンス分野のAI翻訳などを活用した翻訳サービスを提供している。
また、凸版印刷などとも協働し、ドキュメントの観点から新薬の開発期間の短縮に取り組んでいる。
AI翻訳に関する取り組みとして、中外製薬株式会社との「AI翻訳を用いた医薬品開発の迅速化」に関する共同研究により、アジア太平洋機械翻訳協会（略称：AAMT）より受賞されている。

### サイエンス誌の代理店事業
アメリカ科学振興協会（アメリカかがくしんこうきょうかい、英: American Association for the Advancement of Science; AAAS）からの委託を受け、日本における「サイエンス」の代理店としての業務を行っており、「サイエンス」関係のイベントも主催している。

## 沿革
- 1995年（平成7年）4月 - 大阪にて「株式会社アスカコーポレーション」を設立。
- 1997年（平成9年） - アメリカ科学振興協会の委託を受け、日本語版の翻訳、編集に携わるようになる。
- 2017年（平成29年） - 「サイエンス」誌の広告業務をアメリカ科学振興協会から委託される。
- 2022年（令和4年） -製薬業界向けのAI翻訳のクラウドサービス「AIKO SciLingual」をリリース。
- 2023年（令和5年） - アジア太平洋機械翻訳協会より第18回AAMT長尾賞を中外製薬株式会社と共同受賞。
- 2024年（令和6年） -製薬業界向けの生成AIのインストールアプリ「GenTA」をリリース。
- 2025年（令和7年） -京都大学共催のもと、Science Japan Meeting 2025を京都で開催。日経新聞などでも報道される。